# Thomas Schmid (Autor)
Thomas Schmid (* 1960 in Landshut) ist ein deutscher Schriftsteller.

## Leben und Wirken
Nach einem Studium der Literatur-, Theater- und Kommunikationswissenschaften begann Schmid ein Leben als freier Schriftsteller. Neben Romanen für Kinder und Jugendliche wie Anna-Barbie, eine Erzählung über ein Scheidungskind, das seine Familiengeschichte kennenlernt, und der Pippa-Reihe schreibt er auch Hörfunk- und Fernsehdrehbücher, z. B. für die Sendung Sonntagshuhn des Bayerischen Rundfunks auf Bayern 2 und für Marienhof. Die Kinderkrimireihe Karin Kommissarin, ein Hörspiel in 24 Teilen, stammt ebenfalls aus seiner Feder.
Schmid ist verheiratet und hat drei Kinder.

## Werke

### Kinder- und Jugendliteratur
- Blöde Mütze. 1999.
- Anna-Barbie. 2001.
- 33 Bazigeschichten zum Vorlesen. 2002.
- Der Engel Berti. 2004.
- Maximilian und die verrückteste Leihoma der Welt. 2006.

### Reihen
Pippa.
- Pippa Lieblingstochter. 2001.
- Pippa Lieblingsfreundin. 2003.
- Schulgeschichten von Pippa. 2004.
- Feriengeschichten von Pippa. 2006.
- Tiergeschichten von Pippa. 2007.
- Pippa – Allerhand und mehr. 2008.

Familie Zoffke.
- Familie Zoffke dreht auf. 2004
- Familie Zoffke genial chaotisch. 2005.
- Familie Zoffke voll verliebt. 2006.

Die wilden Küken. Mit Illustrationen von Edda Skibbe.
- Die wilden Küken. Dressler Verlag, 2010, ISBN 978-3-7915-1916-6.
- Eisalarm. Dressler Verlag, 2010, ISBN 978-3-7915-1917-3.
- Endlich Ferien. Dressler Verlag, 2011, ISBN 978-3-7915-1921-0.
- Es spukt. Dressler Verlag  2011, ISBN 978-3-7915-1922-7.
- Auf Schatzsuche. Dressler Verlag  2012, ISBN 978-3-7915-1925-8.
- Ab ins Abenteuer. Dressler Verlag  2012, ISBN 978-3-7915-1926-5.
- Bühne frei. Dressler Verlag  2013, ISBN 978-3-7915-1929-6.
- Auf der Alm. Dressler Verlag  2013, ISBN 978-3-7915-1932-6.
- Im Bernsteinfieber. Dressler Verlag 2014, ISBN 978-3-7915-1938-8.
- Let’s dance! Dressler Verlag 2014, ISBN 978-3-7915-1945-6.

### Hörgeschichten und Hörspiele
- Erlemännchens Abenteuer. 2003.
- Sandra Sandkind. 2003.
- Der Engel Berti. 2005.
- Familie Zoffke dreht auf. 2006.
- Familie Zoffke genial chaotisch. 2006.
- Karin Kommissarin – Diebstahl in Brehms Tierladen. 2006.
- Karin Kommissarin – der furchterregende Senfsauger. 2006.

### Drehbücher
- Die Wilden Hühner und das Leben, 2008.
- Wintertochter (mit Michaela Hinnenthal), 2011.
- Wir für immer, 2024.